# Delta, Minas Gerais
Delta este un oraș în Minas Gerais (MG), Brazilia.